# Point de vue de l'Église catholique sur le mariage homosexuel
Le point de vue de l'Église catholique sur le mariage homosexuel (ou sur les mariages gay et lesbien) est un ensemble d'interventions et de positionnement de l'Église catholique dans les discours politiques visant à faire adopter des dispositions législatives et constitutionnelles établissant le mariage comme l’union exclusivement d’un homme et d’une femme, résistant à la volonté de certains gouvernements d’établir des unions civiles ou des mariages entre personnes du même sexe.

## Enseignement de l'Église
Le 3 juin 2003, la Congrégation pour la doctrine de la foi a publié une lettre intitulée Considérations relatives aux propositions visant à reconnaître légalement les unions entre personnes homosexuelles qui s'oppose au mariage entre personnes de même sexe. Ce document indiquait que « la reconnaissance légale des unions homosexuelles ou le fait de les placer au même niveau que le mariage signifierait non seulement approuver un comportement déviant [...], mais aussi occulter des valeurs fondamentales qui appartiennent au patrimoine commun de l'humanité ».
Les législateurs catholiques ont été informés que soutenir cette reconnaissance serait « gravement immorale » et qu'ils devraient tout faire pour s'y opposer activement, en gardant à l'esprit que « l'approbation ou la légalisation du mal est une chose bien différente de la tolérance du mal ». Le document indiquait qu'autoriser les enfants à être adoptés par des personnes vivant en union homosexuelle reviendrait à leur faire subir de la violence, et indique, en citant le catéchisme de l'église catholique : « Il n'y a aucun fondement pour assimiler ou établir des analogies, même lointaines, entre les unions homosexuelles et le dessein de Dieu sur le mariage et la famille. Le mariage est saint, alors que les relations homosexuelles contrastent avec la loi morale naturelle. Les actes homosexuels, en effet, "ferment l'acte sexuel au don de la vie. Ils ne procèdent pas d'une complémentarité affective et sexuelle véritable. Ils ne sauraient recevoir d'approbation en aucun cas " »,.
En octobre 2015, les évêques participant à la quatorzième Assemblée générale ordinaire du Synode des évêques à Rome ont approuvé un document final qui réaffirmait que, même si les homosexuels ne devaient pas faire l'objet d'une discrimination injuste, l'Église était claire sur le fait que le mariage de même sexe n'est « pas même analogue de façon lointaine » au mariage hétérosexuel. Ils ont également fait valoir que les églises locales ne devraient pas subir de pression pour reconnaître ou soutenir une législation introduisant le mariage homosexuel, pas plus que les organismes internationaux ne devraient imposer des conditions à l'aide financière aux pays en développement pour imposer l'introduction de lois établissant le mariage homosexuel,.
Le 18 décembre 2023, le Saint-Siège publie la déclaration pontificale Fiducia supplicans, par laquelle elle permet « de bénir les couples en situation irrégulière et les couples de même sexe, sous une forme qui ne doit pas être fixée rituellement par les autorités ecclésiales, afin de ne pas créer de confusion avec la bénédiction propre au sacrement du mariage ».

## Amérique du Nord

### Canada
En juillet 2003, la hiérarchie de l'Église catholique au Canada proteste contre le projet du gouvernement Jean Chrétien d'inclure les couples de même sexe dans le mariage civil. Les critiques de l'église ont été accompagnées par les revendications du Vatican selon lesquelles les politiciens et politiciennes catholiques devraient voter selon leurs convictions personnelles plutôt que selon la politique du gouvernement. À la fin de 2004, Frederick Henry (évêque) (en), évêque de Calgary, écrit une lettre pastorale indiquant : « L'homosexualité, l'adultère, la prostitution et la pornographie sapent les fondements de la famille, base de la société. dans l'intérêt du bien commun ».

### États-Unis
Aux États-Unis, les dirigeants de l'Église catholique ont joué un rôle actif et financier dans les campagnes politiques menées dans tous les États concernant le mariage homosexuel,. Human Rights Campaign a déclaré que l'Église avait dépensé près de 2 millions de dollars en 2012 pour des campagnes infructueuses contre le mariage gay dans quatre États, ce qui représente une part importante des contributions utilisées pour financer des campagnes anti-mariage gay. Un sondage réalisé en 2012 par le Pew Research Center indiquait que le nombre de catholiques soutenant le mariage homosexuel aux États-Unis dépassait en nombre celui des opposants, représentant 52 % contre 37 %.
En 2004, George Hugh Niederauer (en), en tant qu'évêque de Salt Lake City, s'opposant au mariage de même sexe, se prononce contre une proposition d'inclure une interdiction dans la constitution de l'État de l'Utah, affirmant que l'interdiction par la loi était suffisante. En 2008 toutefois, en tant qu’archevêque de San Francisco, il milite en faveur de la Proposition 8 en Californie, un référendum visant à reconnaître constitutionnellement le mariage hétérosexuel comme le seul mariage valide en Californie. Les rapports financiers de la campagne montrent qu’il a personnellement donné au moins 6 000 dollars pour soutenir l'approbation par les électeurs de l'interdiction et qu'il a joué un rôle clé dans la levée de 1,5 million de dollars pour permettre de faire voter la proposition. Par la suite, il appelle à un amendement de la Constitution américaine en tant que « seul recours juridique contre l'activisme judiciaire» à la suite de la suppression d'un certain nombre d'interdictions du mariage de même sexe prononcées par des juges fédéraux ». En 2012, les évêques catholiques de l'État de Washington publient des déclarations pastorales et des DVD présentant la vision catholique du mariage et exhortant les paroissiens à soutenir les efforts visant à définir le mariage comme l'union d'un homme et d'une femme lors du référendum 74.
En 2010, la Conférence des évêques catholiques des États-Unis (USCCB) clarifie les critères de financement des programmes de développement communautaire par la Campagne catholique pour le développement humain. L'un des critères était l'exclusion des organisations proposant des activités allant à l'encontre de l'enseignement catholique, notamment celles qui soutiennent ou promeuvent le mariage entre personnes du même sexe,. En 2016, le président de la conférence nationale des évêques critique le vice-président américain Joe Biden pour avoir officié lors du mariage d'un couple homosexuel, affirmant que les politiciens catholiques ne devraient faire que ce qui est expressément conforme à aux enseignements de l'Église catholique.
Thomas Paprocki (en), évêque de Springfield dans l'Illinois, déclare que les politiciens catholiques impliqués dans la légalisation du mariage homosexuel ne devraient pas se présenter à la sainte communion avant d'avoir fait acte de contrition par le sacrement de pénitence et de réconciliation. Il a également déclaré qu'il ne devrait pas y avoir de communion pour les personnes vivant en union de même sexe. Paprocki et Robert Morlino (en), évêque de Madison (en), dans le Wisconsin, ont demandé aux prêtres de ne pas autoriser les funérailles dans une église catholique pour les personnes vivant au sein de mariages ou unions de même sexe afin d'éviter de donner l'apparence que l'Église les approuvait.

## Europe

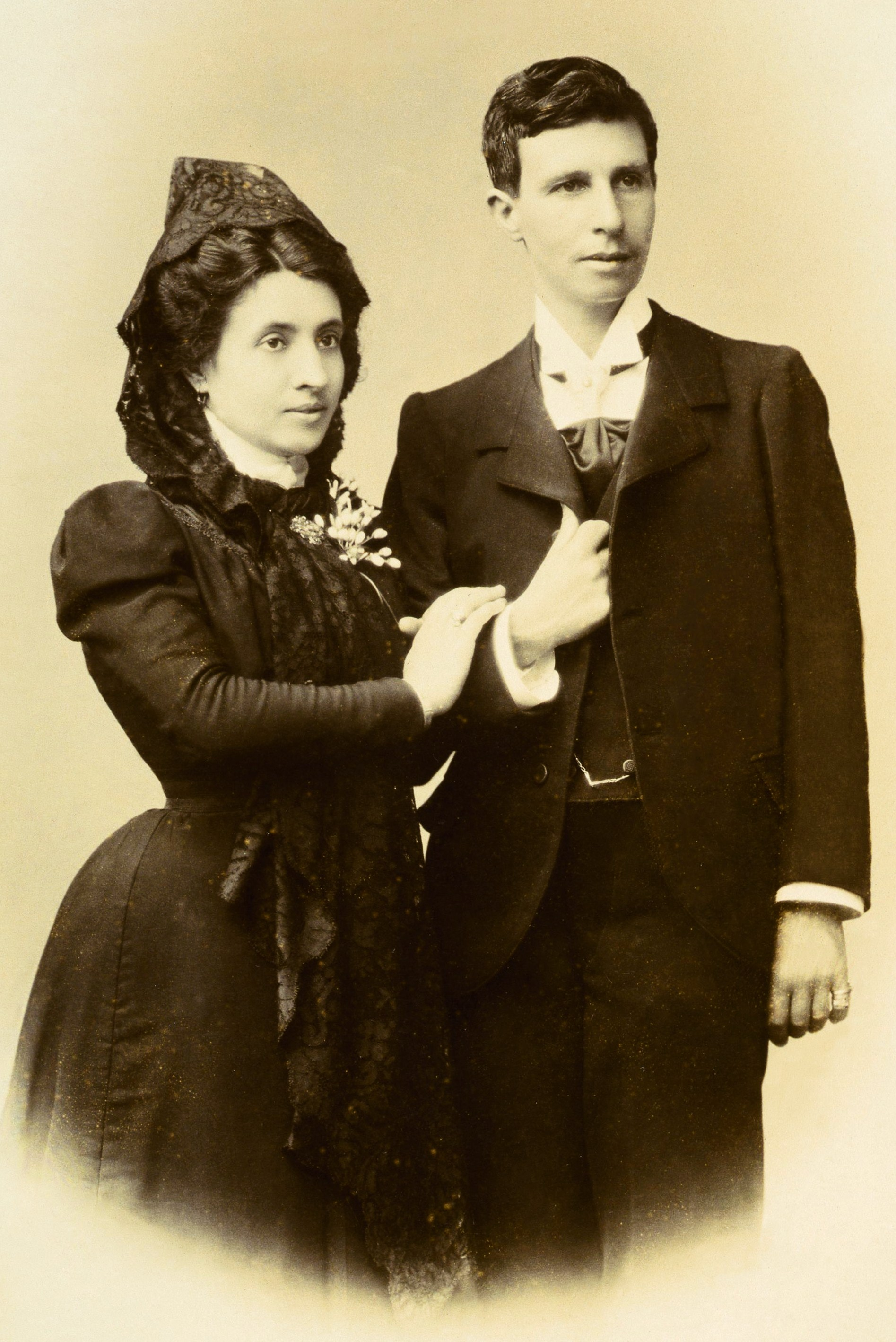
Le premier mariage de même sexe en Espagne a officiellement eu lieu en 1901 entre Marcela Gracia Ibeas et Elisa Sanchez Loriga à l'église catholique Saint-Georges; mais sans que le prêtre en ait conscience.

Les personnalités de l'Église catholique ont également critiqué les tentatives de légalisation du mariage homosexuel en Europe. Le pape Jean-Paul II a critiqué le mariage homosexuel lors de son introduction aux Pays-Bas en 2001. En Espagne et au Portugal, les dirigeants catholiques ont mené l'opposition au mariage homosexuel, exhortant leurs fidèles à voter contre ou à refuser de mettre en œuvre les mariages s'ils devenaient légaux. En mai 2010, lors d'une visite officielle au Portugal quatre jours avant la ratification de la loi, le pape Benoît XVI a affirmé son opposition en la décrivant comme « insidieuse et dangereuse ».
En 2010, en Irlande, l'archevêque d'Armagh, Sean Brady, demande en vain aux catholiques irlandais de s'opposer aux propositions du gouvernement concernant des partenariats civils de même sexe, et la Conférence des évêques catholiques irlandais déclare qu'ils faisaient preuve de discrimination à l'égard de personne impliquées dans des relations non sexuelles. En avril 2013, lors de la discussion sur la légalisation du mariage entre personnes de même sexe, la conférence épiscopale irlandaise déclare dans son rapport pour une convention constitutionnelle que, si la définition civile du mariage était modifiée pour inclure le mariage de même sexe, selon la définition même de l'Église, ils ne pourraient plus exercer de fonctions civiles lors des mariages.
Dans les pays à prédominance catholique, l'Italie et la Croatie, l'Église catholique a été la principale opposante à l'introduction de l'union civile ou au mariage des couples de même sexe. En juillet 2013, 750 000 signatures sont recueillies en Croatie par le groupe conservateur « Au nom de la famille », fermement soutenu par les dirigeants d'églises catholiques. Cette pétition conduit au référendum de 2013, en vertu duquel la constitution est modifiée pour indiquer que le mariage est exclusivement une union entre un homme et une femme. En février 2016, le Premier ministre italien, Matteo Renzi, rejette l'ingérence de l'Église catholique dans un débat parlementaire visant à introduire l'union civile et les droits d'adoption des partenaires de même sexe. Cela fait suite à la tentative de Bagnasco (archevêque de Gênes) de faire passer par le Sénat italien un vote à bulletin secret dans l'espoir que les législateurs auraient plus de facilité à suivre leur conscience que la ligne du parti. Bagnasco avait comparé l'idée de reconnaître directement les unions de même sexe à la reconnaissance par l'État de l'inceste et de la pédophilie,.
En Slovénie, l'archevêque de Ljubljana, Stanislav Zore, s'est publiquement déclaré favorable à la tenue d'un référendum visant à modifier la constitution du pays afin que le mariage soit défini comme un mariage entre un homme et une femme. Le référendum est adopté par la suite et le vote législatif précédent visant à légaliser le mariage homosexuel est annulé. En janvier 2013, les évêques catholiques remercient publiquement les députés polonais de s'être prononcés contre un projet de loi autorisant les partenariats civils de même sexe. En réponse à la légalisation du mariage homosexuel en Autriche en 2017, le président de la Conférence épiscopale autrichienne, le cardinal Christoph Schönborn, critique cette décision, affirmant que « le mariage est une relation homme-femme destinée à permettre la succession des générations. ».

## Amérique du Sud
En 2013, en réponse aux efforts visant à introduire le mariage homosexuel en Uruguay, Pablo Galimberti, évêque de Salto, déclare, au nom de la Conférence épiscopale de l'Uruguay, que le mariage est « une institution déjà tellement lésée » et que le projet de loi « rendrait les choses plus confuses que claires ». La proposition est néanmoins adoptée, avec le soutien du public.

## Afrique
Au Cameroun, l'archevêque de Yaoundé, Simon-Victor Tonyé Bakot, est emblématique de l'attitude particulièrement hostile de l'Église camerounaise envers le mariage entre personnes de même sexe. Ses interventions ont incité la presse nationale à alléguer l'existence d'une « mafia » homosexuelle avec une chasse aux sorcières dirigée contre des personnalités. En 2013 et 2016, la Conférence épiscopale nationale du Cameroun (en) publie une déclaration publique exhortant « tous les croyants et les personnes de bonne volonté » à s'opposer au mariage homosexuel et à la décriminalisation de l'homosexualité.
En 2014 au Nigeria, la Conférence des évêques catholiques du Nigeria se félicite de l'adoption par le gouvernement d'une loi visant à faire de la participation à un mariage homosexuel un crime punissable de 14 ans d'emprisonnement. Elle qualifie l'adoption de la loi d'« acte courageux » et de « pas dans la bonne direction ». L'archevêque de Jos, Ignatius Ayau Kaigama, déclare que l'action est « conforme aux valeurs morales et éthiques des cultures nigérianes et africaines » et bénit le président Goodluck Jonathan de ne pas s'incliner devant la pression internationale.

## Asie
Aux Philippines, la Conférence des évêques catholiques des Philippines s'oppose de plus en plus à la reconnaissance juridique des relations entre personnes du même sexe, en parallèle avec la contestation juridique de l'interdiction du mariage entre personnes de même sexe dans le Code de la famille soulevée devant la Cour Suprême des Philippines. En août 2015, l'archevêque Socrates Villegas déclare aux catholiques philippins qu'ils « ne peuvent en aucune manière participer aux cérémonies religieuses ou légales qui célèbrent et légitiment les unions homosexuelles ».
À Hong Kong, le cardinal John Tong Hon utilise à deux reprises des lettres pastorales pour critiquer des propositions visant à légiférer en faveur du mariage homosexuel, notamment en 2015,,. Il exhorte les catholiques à en tenir compte lors du vote aux élections du conseil de district. Plusieurs partis pan-démocrates ont critiqué les propos de Tong,.

## Australie
En 2015, l'archevêque de Hobart, Julian Porteous (en), avec le soutien de la Conférence des évêques catholiques australiens, a distribué une brochure à 12 000 familles ayant des enfants dans les écoles catholiques de la Tasmanie intitulée « Ne badinez pas avec le mariage » et décrivant les relations entre couples homosexuels comme étant des « mariages prétendus ». Porteous a par la suite été renvoyé devant le commissaire australien chargé de la lutte contre la discrimination. La plainte est retirée sans conclusion.
Plusieurs évêques australiens ont publiquement soutenu le « non » lors du référendum sur le mariage gay,. En août 2017, l'archevêque de Sydney Anthony Fisher fait valoir que les écoles religieuses, les organismes de bienfaisance et les hôpitaux pourraient être contraints de se conformer à la « nouvelle conception du mariage » si la majorité des Australiens optaient pour une modification de la loi, faisant craindre que les enseignants ne soient pas libres de suivre les enseignements traditionnels de l’Église sur le mariage, mais au lieu de cela, soient obligés d’enseigner un programme plus « politiquement correct ». Il a poursuivi en affirmant que les croyants religieux seraient vulnérables aux poursuites pour discrimination et pourraient même perdre leur emploi si le mariage entre personnes du même sexe était légalisé. L’archevêque de Brisbane, Mark Coleridge (en), est également intervenu dans le débat référendaire pour dire que l’État devrait être autorisé à restreindre le nombre de personnes pouvant se marier, invoquant les interdictions relatives à l’inceste. Il déclare que, tout comme l'amour partagé entre les membres de la famille, l'amour partagé entre les homosexuels « est de l'amour et c'est précieux, mais ce n'est pas et cela ne peut pas être le genre d'amour que nous appelons le mariage ».

## Unions civiles

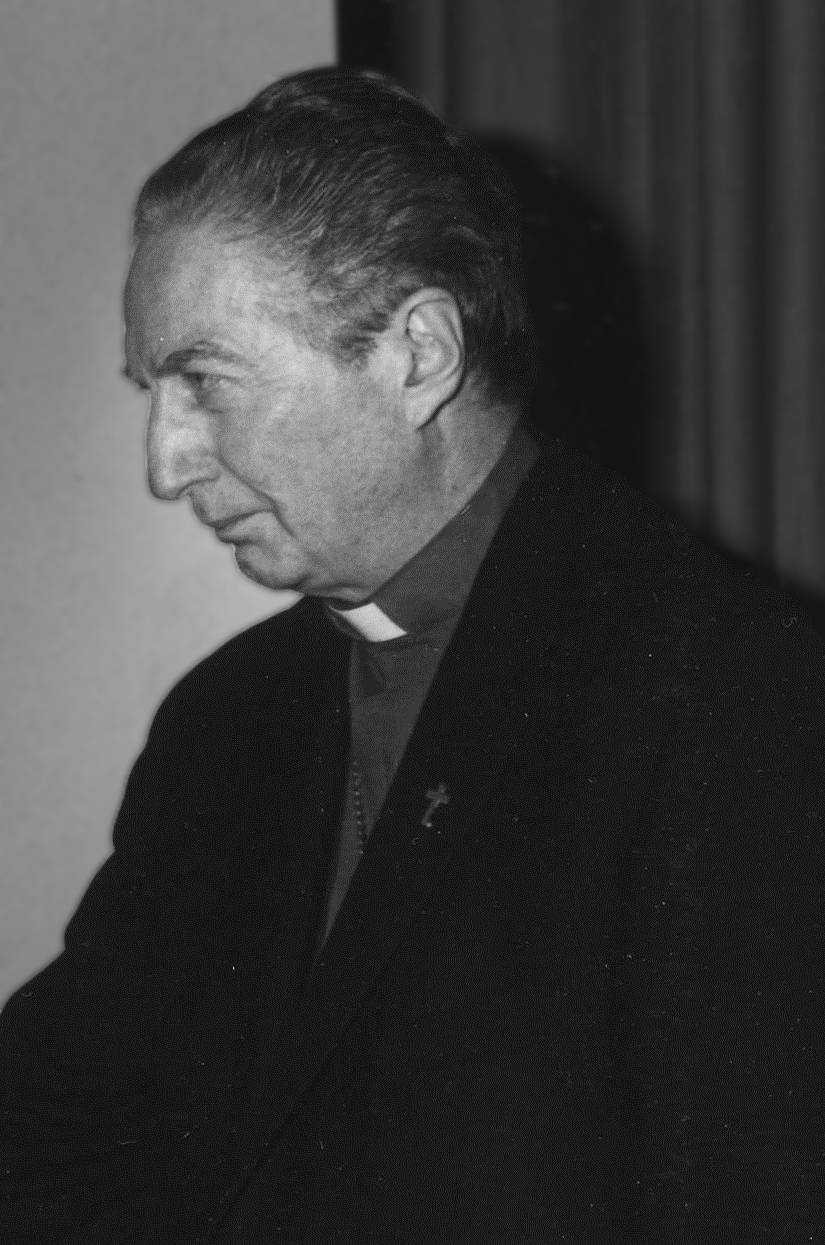
L'ancien archevêque cardinal de Milan, Carlo Maria Martini déclare : Je ne suis pas d'accord avec les positions des membres de l'Église qui contestent les unions civiles... [mais] le couple homosexuel, en tant que tel, ne peut jamais être assimilé totalement à un mariage.

Des personnalités éminentes et notables de l'Église catholique ont exprimé leur désaccord au cours des dernières années sur l'opportunité de soutenir les unions civiles homosexuelles. L’insistance de Jacques Gaillot pour prêcher un message sur l’homosexualité contraire à celui de l’enseignement officiel de l’Église est en grande partie considérée comme l’un des facteurs qui l’a conduit à quitter le siège d’Évreux en 1995. Alors qu’il était évêque, il avait béni une union homosexuelle dans un « service d’accueil », après que le couple le lui a demandé en raison de leur mort imminente dû au sida.
Dans son livre Credere e conoscere, publié peu de temps avant sa mort, le cardinal Carlo Maria Martini, ancien archevêque de Milan, soutenait les unions civiles, tout en précisant qu'elles ne pouvaient être considérées comme l'équivalent d'un mariage hétérosexuel. Il a également déclaré comprendre la nécessité de l'affirmation de soi gaie,. Le cardinal Ruben Salazar Gomez de Bogota et l'archevêque Piero Marini ont tous deux exprimé leur soutien aux unions civiles,.
L'évêque d'Anvers, Johan Bonny, a appelé en 2016 l'Église à concevoir une bénédiction pour les couples homosexuels qui reconnaîtrait « l'exclusivité et la stabilité » de telles unions. Le cardinal allemand Reinhard Marx et l'évêque Franz-Josef Bode ont tous deux déclaré que la bénédiction des unions de même sexe serait possible dans les églises catholiques allemandes,,. En Autriche, la bénédiction des unions de même sexe est autorisée dans au moins deux églises, toutes deux situées dans le diocèse catholique romain de Linz.
Dans le diocèse catholique d'Aix-la-Chapelle en Allemagne, cinq unions de même sexe ont reçu la bénédiction d'un prêtre de la ville allemande de Mönchengladbach. De plus, en 2007, une union homosexuelle a reçu une bénédiction dans la ville allemande de Wetzlar, dans le diocèse catholique de Limburg. Un prêtre dominicain catholique à Malte a consenti en 2015 à la bénédiction d'une union entre personnes de même sexe, équivalente au mariage sans en porter le nom. Il n'a pas été publiquement censuré par son évêque,,.
Le cardinal Rainer Woelki, archevêque de Berlin et Stefan Heße, archevêque de Hambourg, ont tous deux relevé les valeurs de fidélité et de fiabilité que l'on retrouve dans les relations homosexuelles. Lors du Synode des évêques 2015 à Rome, le cardinal Reinhard Marx a exhorté ses confrères évêques : « Nous devons préciser que nous ne jugeons pas les personnes en fonction de leur orientation sexuelle… Si un couple de même sexe est fidèle, prend soin de l'autre et a l'intention de rester ensemble pour la vie, Dieu ne dira pas : “Tout cela ne m'intéresse pas, je ne m'intéresse qu'à votre orientation sexuelle.” »
Plus de 260 théologiens catholiques, venant en particulier d'Allemagne, de Suisse et d'Autriche, signent en janvier et février 2011 un mémorandum intitulé Church 2011 (en), selon lequel l'estime de l'Église pour le mariage et le célibat « n'exige pas l'exclusion des personnes qui vivent de manière responsable dans l'amour, fidélité et soins mutuels dans les partenariats de même sexe ou dans le remariage après un divorce ».
En septembre 2021, le pape François confirme son soutien aux unions civiles pour les couples de même sexe.